# Sóng (thơ Xuân Quỳnh)
Sóng là một bài thơ do Xuân Quỳnh sáng tác vào năm 1967, trong chuyến đi thực tế ở vùng biển Diêm Điền (Thái Bình), và sau đó được in trong tập Hoa dọc chiến hào. Bài thơ đã được đưa vào giảng dạy trong hệ thống giáo dục ở Việt Nam, và được đánh giá là một bài thơ đặc sắc viết về tình yêu, rất tiêu biểu cho phong cách của Xuân Quỳnh.
Bài thơ được Bộ Giáo dục và Đào tạo đưa vào đề thi Ngữ văn trong Kì thi tốt nghiệp trung học phổ thông quốc gia năm 2021.

## Chủ đề
Qua hình tượng sóng, trên cơ sở khám phá sự tương đồng, hòa hợp giữa sóng và em, bài thơ diễn tả tình yêu của người phụ nữ thiết tha, nồng nàn, chung thủy, muốn vượt lên thử thách của thời gian và sự hữu hạn của đời người. Từ đó thấy được tình yêu là một thứ tình cảm cao đẹp, một hạnh phúc lớn lao của con người .

## Nhận xét

### Về mặt nội dung
Ở mỗi tập thơ của Xuân Quỳnh, những bài viết của tình yêu thường để lại nhiều ấn tượng hơn cả. Với giọng điệu thơ hết sức tự nhiên, bài Sóng thể hiện một tình yêu sâu sắc, bồi hồi, thao thức đến cả trong giấc mơ. Dù có những gian truân cách trở, nhưng tình yêu bao giờ cũng đẹp, cũng đến được tận cùng hạnh phúc, như con sóng nhỏ đến với bờ xa.

### Về mặt nghệ thuật
Bình về giá trị nghệ thuật, GS. Nguyễn Đăng Mạnh viết:
Nhịp điệu trong bài Sóng thật đa dạng, mô phỏng cái đa dạng của nhịp sóng: 2/3 (Dữ dội và dịu êm - Ồn ào và lặng lẽ), 1/2/2 (Sông không hiểu nổi mình - Sóng tìm ra tận bể), 3/1/1 (Em nghĩ về anh, em), 3/2 (Em nghĩ về biển lớn - Từ nơi nào sóng lên)... 
Ngoài ra, các cặp câu đối xứng xuất hiện liên tiếp, câu sau thừa tiếp câu trước, tựa như những đợt sóng xô bờ, sóng tiếp sóng dào dạt: 
Dữ dội và dịu êm
Ồn ào và lặng lẽ
Ôi con sóng ngày xưa
Và ngày sau vẫn thế
Dẫu xuôi về phương bắc
Dẫu ngược về phương nam.
Nhóm tác giả sách Tuyển chọn... Ngữ văn cho biết: 
bài thơ có nhiều điệp từ, điệp ngữ, điệp cú pháp cùng hình thức đối lập trên - dưới, thức - ngủ, bắc - nam, xuôi - ngược và với kiểu giãi bày tình bộc trực như Lòng em nhớ đến anh...giúp bài thơ thể hiện được tâm trạng của một người phụ nữ đang khát khao, trăn trở, đang da diết nhớ nhung, cồn cào ước vọng về một tình yêu vững bền chung thủy...

## Được đưa vào đề thi THPT
Ngày 7 tháng 7 năm 2021, đề thi đợt 1 môn Ngữ văn trong kì thi Tốt nghiệp THPT năm 2021 rơi vào 3 khổ 3,4,5 của bài Sóng. Thông tin này đã làm nhiều thí sinh bất ngờ, vì nhiều năm qua, bài này chưa xuất hiện lần nào trong đề thi môn Ngữ văn.
Nhiều thí sinh đánh giá rằng đề thi vừa sức với họ. Nhưng, theo Tuổi Trẻ, số học sinh bị "tủ đè" khá nhiều, do trước đó họ chỉ ôn Vợ chồng A Phủ, Vợ nhặt và Người lái đò Sông Đà.